# Archieparchia Antiljas
Archieparchia Antiljas (łac. Archieparchia Anteliensis Maronitarum) – archieparchia Kościoła maronickiego w Libanie. Została ustanowiona w 1988 roku.

## Główne świątynie
- Katedra: Archikatedra Zmartwychwstania Pańskiego w Raboueh

## Archieparchowie
- Youssef Béchara (1988–2012)
- Camille Zaidan (2012–2019)
- Antoine Farès Bounajem (od 2021)